# Mária Podhradská
 Mária Podhradská (* 2. Juli 1975 in Bratislava, Tschechoslowakei)  ist eine slowakische Sängerin, Moderatorin und Schauspielerin.

## Leben
In Deutschland wurde sie vor allem bekannt durch ihre Hauptrolle der Bohdanka in dem Märchenfilm Die sieben Raben (1993). Als Sängerin trat sie zum Teil alleine auf, aber auch mit der Gruppe Atlanta und mit dem Sänger Richard Čanaky. 2007 nahm sie mit ihm eine CD mit Weihnachtsliedern auf.

## Filmografie (Auswahl)
- 1993: Die sieben Raben (Sedmero krkavců)
- 1994: Sen o krásné panně

## Diskografie
- 2001: Práve preto - Rozhodnuté
- 2003: Rozhodnuté
- 2007: Bolo ako bude
- 2008: Veselá angličtina pre deti
- 2009: Veselá angličtina pre deti 2